# Quel
Quel è un comune spagnolo di 1 958 abitanti situato nella comunità autonoma di La Rioja.